# Nantis (genre)
Genre
Nantis est un genre de poissons d'eau douce téléostéens de la famille des Characidae (ordre des Characiformes).
Ce genre n'est désormais plus représenté depuis qu'à la suite de l'étude menée par Thomaz (d) et al. en 2015 l'espèce Nantis indefessus (Mirande, Aguilera & Azpelicueta, 2004) est acceptée sous le taxon Bryconamericus indefessus (Mirande, Aguilera & Azpelicueta, 2004).

## Classification
En 2004, les ichtyologistes argentins Juan Marcos Mirande (d), Gastón Aguilera (d) et María de las Mercedes Azpelicueta (d) créent le genre Nans pour y classer une nouvelle espèce, Nans indefessus Mirande, Aguilera & Azpelicueta, 2004.
Toutefois, en 2006, ils sont informés par John K. Page sur le fait que le nom générique Nans est déjà employé pour classer des vers marins polychètes (Nans Chamberlin, 1919) et se voient obligés de substituer le nom Nans par celui de Nantis,.
En 2024, malgré l'étude de 2015 qui a conduit à l'invalidation à son tour du genre Nantis et à la mise en synonymie de sa seule espèce avec Bryconamericus indefessus, plusieurs bases de données parmi celles listées en liens externes ci-dessous, n'ont toujours pas répercuté ces changements. À l'exception notable de Fishbase et du Catalogue Eschmeyer qui font référence sur les poissons.

## Publications originales
- Genre Nans :
  - (en) Juan Marcos Mirande, Gastón Aguilera et María de las Mercedes Azpelicueta, « A new genus and species of small characid (Ostariophysi, Characidae) from the upper río Bermejo basin, northwestern Argentina », Revue suisse de zoologie, MHNG, vol. 111,‎ 2004, p. 715–728 (ISSN 0035-418X, DOI 10.5962/BHL.PART.80265, lire en ligne).
- Genre Nantis :
  - (en) Juan Marcos Mirande, Gastón Aguilera et María de las Mercedes Azpelicueta, « Nomenclatural note on the genus Nans (Ostariophysi, Characidae) », Revue suisse de zoologie, MHNG, vol. 113, no 2,‎ juin 2006, p. 305 (ISSN 0035-418X, DOI 10.5962/BHL.PART.80354, lire en ligne).

## Étymologie
Selon les auteurs de la première description, Nans est un mot latin de genre masculin qui signifie nageur, en référence à l'habitude des nouveaux spécimens du genre de vivre dans les torrents. Dans leur deuxième article renommant le genre en Nantis, les auteurs indiquent que le nouveau nom dérive du verbe latin nare (nager) et qu'il s'agit d'un « nom artificiel » de genre masculin.
Pour ce qui est de Bryconamericus, le nom de genre vient du grec bryko (βρύκω) = mordre + America (mot latinisé) (FishBase (22 mars 2024)).